# Jesu-liv-forskning
Jesu-liv-forskning (fra ty. Leben-Jesu-Forschung) er en betegnelse for de studier af Det Nye Testamente og andre antikke skrifter, der drives med det formål at beskrive den historiske person Jesus fra Nazaret - i modsætning til den Jesus Kristus, der bliver forkyndt i Det Nye Testamente. Ved hjælp af historisk-kritisk metode forsøger denne forskning at rekonstruere de grundlæggende træk ved hans offentlige virke. Langt de fleste Jesu-liv-forskere anser Jesus for at være en jøde i religiøs forstand.
Jesu-liv-forskning foregår i fag som teologi, religionshistorie og historie.

## Oprindelsen
Jesu-liv-forskningen opstod i oplysningstiden i 1700-tallet. Før den tid blev Bibelen ifølge kirkens lære betragtet som „Den Hellige Skrift“. I 1600-tallet opstod læren om verbalinspiration: Hvert ord i Bibelen er skrevet efter diktat eller inspiration fra Gud (Helligånden), mens de bibelske forfattere kun skal forstås som penneførere. Dermed blev alle ord i Bibelen anset for at være ufejlbarlige. Bibelske fortællinger blev reciteret, fortolket og kommenteret, ikke kritisk analyseret og gennemgået.
Med fremskridtene i forbindelse med den naturvidenskabelige revolution i 1500-tallet og 1600-tallet voksede ønsket om metodisk verificerbare fakta også inden for humaniora og teologi. Man havde længe erkendt, at der eksisterede historiske modsigelser imellem evangelierne indbyrdes. Disse modsigelser krævede en forklaring, fordi flere og flere selv kunne læse disse tekster.
Inden for deismen begyndte man at afdække en historisk Jesus bag Det Nye Testamentes "overmalinger". Man ville opstille den historiske Jesus som et modbillede til kirkens dogmatiske Kristusbillede. Forskningen i Jesus var således tæt knyttet til borgerskabets frigørelse fra kirkens herredømme.

## Den historiske Jesus
"Jagten på den historiske Jesus" kan inddeles i tre hovedfaser:
- I den første fase (indtil 1900) så man "Jesu liv" som en biografi, der skildrer Jesu indre og ydre udvikling. I denne fase opdagede man tidligt indbyrdes modsætninger mellem evangelierne med hensyn til kompositionen i de forskellige kilder. Deraf udvikledes den såkaldte tokildehypotese, der stadig er gyldig. Samtidig var Jesu-liv-forskningen dog ofte præget af fantasi eller fejltydninger af kildeteksterne. Albert Schweitzer opsummerede denne forskningsperiode i 1906 med sit værk Von Reimarus zu Wrede. Han viste, at næsten alle Jesu-liv-forskerne havde projiceret deres eget idealbillede af Jesus ind i „Den historiske Jesus“.

- I den anden fase (1900-1970) indledtes den direkte søgen efter den historiske Jesus i de enkelte tekster. Samtidig undersøgtes teksternes anvendelse og redaktion i urkristendommen. Redaktionshistorien spørger om den teologiske holdning hos forfatterne eller ”redaktørerne” af en bibelsk tekst, f.eks. et evangelium. Den historiske Jesus var således den Jesus, der ikke var formet efter dogmatiske interesser hos den tidlige kristne menighed.

- I den tredje fase (efter 1970) blev Jesu-liv-forskningen i højere grad præget af socialhistorisk forskning, judaistik og jødisk eksegese af Bibelen. Andre kilder end Bibelen blev brugt til at få et samlet billede af den historiske Jesus i en jødisk sammenhæng. Den nutidige bibelforskning ser en sammenhæng mellem den tidligere ofte betonede kløft mellem Det Gamle og Det Nye Testamente. Den ser Jesus som en jøde i religiøs forstand – en jøde, der forsøgte at reformere tendenser i datidens jødedom.

### Første fase: kritiske ansatser og liberal optimisme
Med deismen begyndte en videnskabelig bestræbelse på at finde frem til en historisk Jesus bag "overmalingerne" i Det Nye Testamente, dvs. den kristne kirkes dogmatiske Kristusbillede. Den gik optimistisk ud fra, at den historiske Jesus var at finde i kilderne. Skønt der omkring 1900 blev rejst tvivl om denne biografiske intention, og skønt den i dag er veget for en mere nøgtern skepsis, er der bevaret bestemte grundantagelser, f.eks. tokildehypotesen. Den historiske nytestamentlige forskning har lært af sine fejl og har forbedret sine metoder.

#### Hermann Samuel Reimarus
Hermann Samuel Reimarus (1694–1768) var professor i orientalske sprog i Hamborg og overbevist deist. Han forfattede et skrift, som først blev offentliggjort efter hans død: Apologie oder Schutzschrift für die vernünftigen Verehrer Gottes ("Apologi eller forsvarsskrift for de fornuftige tilbedere af Gud"). Han stillede som den første nogle radikale spørgsmål til kirkens traditionelle Kristusbillede, idet han metodisk skelnede mellem apostlenes tro og Jesu egen forkyndelse.
Raimarus forstod Jesus som en politisk Messias inden for rammerne af den tids jødedom. Jesus havde forkyndt Guds riges komme og havde kaldt jøderne til omvendelse for at oprette et jordisk messiasrige. Han var blevet mere og mere fanatisk, indtil han til sidst kom i tvivl om sin mission kort tid før han blev henrettet af romerne.
Reimarus erklærede, at kristendommen efter den første påske var apostlenes bedrag: De havde lavet en himmelsk frelser ud af en mislykket jordisk profet, og de havde dertil stjålet hans døde legeme (Matthæusevangeliet, 28,11-13). Derefter var de begyndt at forkynde hans opstandelse og snarlige genkomst. Fra tilhængerne af denne overtro er kirken opstået, sagde Reimarus.
Han var bevidst anti-teologisk, anti-kristelig og anti-dogmatisk. Han havde ikke til hensigt at finde den historiske Jesus for at begrunde en mere moderne form for kristentro, men for at trække grundlaget for kirkens lære væk under den. Mens hans metodiske skelnen mellem Jesu forkyndelse og de urkristnes tro stadig har tilslutning, mødte teorien om apostlenes bedrag hurtigt modstand.
Først efter hans død offentliggjorde Gotthold Ephraim Lessing syv fragmenter fra hans apologi - uden at røbe forfatterens identitet. Fragmenterne affødte en heftig strid mellem Lessing og ortodokse teologer – blandt andre præsten Johann Melchior Goeze fra Hamborg – og de gav genklang i Lessings værker, for eksempel i Nathan den Vise (1779).

#### Thomas Jefferson
Thomas Jefferson (1743–1826) var en af forfatterne til den amerikanske uafhængighedserklæring og desuden fritænker, som flere af dem. Han var USA's tredje præsident. Han forsøgte at befri evangelierne for overtro og skabe en Jesusbiografi: The Life and Morals of Jesus of Nazareth. Extracted textually from the Gospels in Greek, Latin, French and English. (1820)
Hans biografi ender med Jesu begravelse, som han ikke lod følge af en opstandelse, der ifølge ham var overtro. Af hensyn til hans konservativt-kristne landsmænd blev biografien ikke offentliggjort i hans levetid. Han betragtes som en pioner inden for den synoptiske tilgang, som går ud på at sammenligne de tre synoptiske evangeliers fremstillinger af Jesu ord og handlinger. Derved har man et grundlag for at fastslå, hvorvidt disse fremstillinger er historisk pålidelige.

#### David Friedrich Strauß
Den tyske teolog og filosof David Friedrich Strauß (1808-74) skrev sit hovedværk i 1835: Das Leben Jesu, kritisch bearbeitet ("Jesu liv, kritisk bearbejdet"). Det udløste en heftig strid med kirke og stat og gjorde Strauß berømt i Jesusforskningen.
Hans grundtese var, at de første kristne konsekvent havde overført mytiske ideer fra Det Gamle Testamente til evangelierne, især Messias-ideen, som blev overført til Jesus. I modsætning til Reimarus forklarede Strauss ikke Jesu mirakler som et tidligt kristent bedrag eller som en illusion; han forklarede miraklerne som en ubevidst proces af en "utilsigtet poetisk legende". Således overtog han mytebegrebet fra Det Gamle Testamente. Derudover hævdede han, at Johannesevangeliet var baseret på teologiske interesser og i modsætning til de synoptiske evangelier næppe indeholdt nogen pålidelige historiske data om Jesus.
Dermed ønskede Strauss ikke rationalistisk at bortforklare disse myter om Jesus, men at fortolke dem som en legitim tidsbetinget iklædning af en tidløs "idé om Guds menneskehed" i dette historiske individ. Han ville løse de deri skjulte "evige filosofiske sandheder" fra denne iklædning og erstatte dem med et mytisk syn på Jesus.
Derfor indeholdt hans kristologi ingen rekonstruktion af den historiske Jesus, men tematiserede "menneskeheden". At Gud blev menneske i et bestemt menneske var for Strauß kun et udtryk for, at menneskeheden var guddommelig. Han forsøgte altså at omdanne de kirkelige dogmer til filosofiske ideer uden at opgive dem som trossandheder.
Værket mødte en så stor kritik, at Strauß i det tredje oplag fra 1839 afdæmpede sit udkast, men han vedgik det dog igen i fjerde oplag. Han kunne frem for alt ikke forklare, hvordan Det Nye Testamente og kristendommen kunne opstå af "Kristusmyten". Det forsøgte hans lærer F. Chr. Baur at vise.
I sine senere værker distancerede Strauß sig stadig mere fra kristendommen og frasagde sig den til sidst. I 1863 kom hans anden bog Leben Jesu, für das deutsche Volk bearbeitet ("Jesu liv, bearbejdet for det tyske folk"). Heri optrådte Jesus som en forkynder af en ren kultur- og humanitetsreligion. I 1865 kom Der Christus des Glaubens und der Jesus der Geschichte ("Troens Kristus og historiens Jesus"), en afregning med Schleiermacher. I 1872 fulgte Der alte und der neue Glaube ("Den gamle og den nye tro"). Nu var kristendommen fuldstændig overflødig for Strauß.

#### Ferdinand Christian Baur
Ferdinand Christian Baur (1792–1860) var fra en tysk teolog. Han indførte historisk-kritisk metode i den nytestamentlige forskning.
Han så i Jesus grundlæggeren af urkristendommen, som havde hævdet at være Messias. Jesus som Messias var altså ikke et resultat af, at andre havde guddommeliggjort ham, som Reimarus og Strauss mente. Kerygmaet fra urmenigheden i Jerusalem var et resultat af Jesu egen forkyndelse. Baur mente altså, at der var en kontinuitet mellem den historiske Jesus og menighedens Kristus.
Som elev af Hegel overførte Baur dennes dialektik på fremstillingen af urkristendommen: Den af Peter repræsenterede jødekristendom i urmenigheden var for ham "tesen" - en lovkirke (lovreligion). Paulus' hedningekristendom med missionen til folkeslagene var "antitesen". De to førte til en syntese i form af den tidlige katolske teologi i Johannesevangeliet. Baur fandt i den kristne gnosticisme meget af det, som Hegel havde udfoldet filosofisk.

#### Ernest Renan
Den franske katolik Ernest Renan (1823–1892) skrev i 1863 den opsigtsvækkende bog Vie de Jésus ("Jesu liv").. I den overtog han nogle af den tyske Jesu-liv-forsknings resultater og udbredte dem for første gang i katolske kredse. Bogen nåede hurtigt otte oplag og fremkaldte lidenskabelige protester blandt ortodokse kristne og kostede forfatteren professoratet ved College de France. Den blev oversat til tysk fem gange og vandt i Tyskland enten begejstret tilslutning eller kraftig afvisning. Renan blev på den ene side udskældt som "den franske D. F. Strauß", på den anden fejret og opfattet som dennes "overvinder".
Renan anvendte rejseoplevelser i bogen: Han havde i 1860 besøgt Fønikien og beskrev landskabet dér i en poetisk-sentimental form. Han populariserede antijudaistiske klicheer og stereotyper, der delvis eksisterer endnu. Jesus fremstilles i bogen som en udannet, naiv og en mild ven af mennesker og dyr. Han voksede op i denne idylliske egn og stillede et nyt gudsbillede op imod den dystre Jahve fra Israels kongetid:
”Gud Jesus er ikke den skrækkelige herre, der slår os ihjel, når det passer ham, og redder os, når dét passer ham. Gud Jesus er vor Fader. Man fornemmer ham når man lytter til den svage tone, der kalder i os: ’Fader’. Gud Jesus er ikke den partiske despot, der har udvalgt Israel som sit folk og beskytter det mod alt og alle. Han er menneskehedens Gud [...] Den beundringsværdige moral som Jesus afleder af denne gudstro er ikke en moral for entusiaster, der tror på en snarlig verdensundergang, og som ved dyster askese forbereder sig på en indbildt katastrofe, men det er en moral for en verden, der vil leve, og som har levet.” 
Renan stillede den udiffentierede menneskekærlighed i kontrast til partikularismen i den jødiske pagts- og retsteologi. Hans Jesus måtte dermed repræsentere en anden Gud end Israels. Dermed frigjorde han Jesu forkyndelse fra dens apokalyptiske baggrund for at erstatte den med den "indre stemme" af en subjektiv autoritetserfaring. Hertil kom motiver fra en kitschroman:
”Hans kærlighedsværdige karakter og hans utvivlsomme, henrivende skønhed, som den ofte kommer til udtryk i den jødiske race, skabte samtidig en tryllekreds omkring ham, som ingen i dette godmodige, naive folk kunne undslå sig.” 
Albert Schweitzer kritiserede i 1906 denne stil:
”Historikeren har svært ved at tilgive ham, at han med problemet om Jesu udvikling, hvor han var blevet ført af sin stærke betoning af eskatologien, ikke har gået denne efter og i stedet bød på en løsning med romanlignende fraser. ”

#### Heinrich Julius Holtzmann
Nytestamenteforskeren Heinrich Holtzmann (1832–1910) påtog sig at rekonstruere Jesu "personlighed" historisk. Han ville på den måde vinde grundlag for en fornyet kristentro, der skulle frigøre sig fra kirkens dogmatiske Kristusbillede. Han regnes for en klassisk repræsentant for liberalteologien i det tyske kejserrige.
Hans metodiske udgangspunkt var tokildeteorien, som Christian Gottlob Wilke og Christian Hermann Weiße havde udviklet. Holtzmann sørgede i 1863 for dens gennembrud med sit værk Die synoptischen Evangelien. Ihr Ursprung und ihr geschichtlicher Charakter ("De synoptiske evangelier. Deres oprindelse og deres historiske karakter"). Fra og med dette værk gjaldt Markusevangeliet for at være det ældste af de fire evangelier; det andet skriftlige forlæg for Mattæus- og Lukasevangeliet var logiakilden.
Jesu liv læste Holtzmann i Markusevangeliet: Han antog, at Jesu "messianske bevidsthed" først var blevet modnet gradvist, og den til sidst havde bevæget ham til at drage til Jerusalem. Vendepunktet fandt Holtzmann i Markusevangeliet, kap. 8,29 ff., hvor en discipel for første gang tiltaler Jesus som "Kristus" - som svarer med sin første lidelsesforudsigelse. Dermed byggede evangelisten bro mellem begivenhederne i Galilæa og lidelserne.
I denne biografiske ramme indføjede Holtzmann "autentiske" (ægte) Jesuord fra logiakilden, som syntes at passe til hans billede af Jesu modnende personlighed. Denne fremgangsmåde fulgte andre Jesusbiografier fra den liberale teologi i 1800-tallet, som mente at kunne genfinde den enkelte forfatters personlighedsideal i kilderne.

#### Adolf von Harnack
Kirkehistorikeren Adolf von Harnack (1851–1930) holdt i 1900 en forelæsningsrække, der senere blev til bogen Das Wesen des Christentums ("Kristendommens væsen"). Den regnes for at være den liberale teologis hovedværk før den første verdenskrig. I bogen spurgte Harnack om det særlige ved Jesu lære. Han fastslog, at samtlige enkeltmotiver i hans forkyndelse allerede havde været lært i Det Gamle Testamente (GT) og i hellenismen. Jesus havde koncentreret sit budskab i to udsagn og universaliseret dem: "Guds faderkærlighed" og den "rene menneskesjæl". Deraf sluttede Harnack: Ikke sønnen, kun faderen hører til i det evangelium Jesus havde forkyndt. Derfor gælder det: Ikke at tro på Jesus, men tro som han tror, nemlig på Guds faderkærlighed og mennesjælens uendelige værdi. I lignelsen om den fortabte søn (Lukasevangeliet, kap. 15,11-32) fandt Harnack Jesu lære koncentreret:
- Gud forlanger intet: ingen syndsbekendelse, intet offer, ingen gerning. Gud glæder sig blot over sin søns hjemvenden. Denne rene nåde foreligger allerede i jødedommen.
- Guds kærlighed overvinder arvesynden, det syndige begær knyttet til det materielle, og fornyer den rettroende, rene ånd.
- Menneskets sjæl er og forbliver ren og kan ikke plettes ved gerninger på jorden. Den går ren videre ind til Gud.
- Jødedommen kender denne sjælens sikkerhed hos Gud. Dog står den fast i en ramme af hellige love og religiøse pligthandlinger, der i mange tilfælde blev overtaget af den tidlige kristendom og udvidet med talrige hedenske skikke. Derved har deres betydning ændret sig.
- Jesu lære om antagelsen af den rene sjæl skal ved mission nå ud over hele verden.

I Frankrig kritiserede den katolske teolog Alfred Loisy kraftigt den antikirkelige tendens hos Harnack, men accepterede væsentlige dele fra den tyske eksegese som videnskabelige og blev i 1908 ekskommunikeret af pave Pius 10. (1903-14). Først efter 1943 blev der åbnet for en relativ forskningsfrihed for katolske teologer. Det blev yderligere bekræftet ved Det andet Vatikankoncil (Konstitution Dei Verbum fra 1965).

#### William Wrede og Ernst Troeltsch
Den nytestamentlige historiker William Wrede (1859–1906) skrev i 1897 den kritiske artikel Über Aufgabe und Methoden der sogenannten neutestamentlichen Theologie. ("Om opgave og metoder for den såkaldte nytestamentlige teologi"). Deri gjorde han op med Baur, Strauß og nykantianeren Albrecht Ritschl: Disse havde ifølge Wrede i Det Nye Testamente (NT) kun genfundet deres egen tids filosofi, når de angav lærebegreber af Jesus, Paulus, Johannes osv. De havde ikke konsekvent historisk spurgt om den religiøse bevægelse, som NT-skrifterne var udsprunget af. NT var ikke en følge af teologiske systemer, men skulle forstås som del af den senantikke religionshistorie.
Med denne opfattelse grundlagde Wrede "den religionshistoriske skole" inden for NT-forskningen, hvis hermeneutiske præmis Ernst Troeltsch (1865–1923) udfoldede systematisk året efter i sin Über historische und dogmatische Methode in der Theologie ("Om historisk og dogmatisk metode i teologien"). Det historiske billede af urkristendommen skulle ifølge Wrede findes efter princippet kritik, analogi og korrelation. Historikere skulle kritisk vurdere sandsynligheden af det overleverede efter målestok af analogien i lignende foreteelser i den kendte fortid og nutid. Korrelation forudsætter, at alle tildragelser står i vekselvirkning med andre tildragelser så kontingens (tilfælde uden tilsyneladende årsager) så vidt muligt udelukkes.
I overensstemmelse med dette program viste Wrede med sit skrift Das Messiasgeheimnis in den Evangelien 1901 ("Messiashemmeligheden i evangelierne"), at også Markusevangeliet var en teologisk konstruktion. Den antagelse, at Jesus gradvist skulle have udviklet en messiasbevidsthed i løbet af sit virke, kan man ikke slutte fra dette evangelium. Markus skildrede Jesus som lærer og undergører, men ikke som Messias. Den tydning havde først evangelisten givet ham. Jesus havde ikke forkyndt sig som Kristus, men det havde de urkristne gjort på baggrund af deres opstandelsestro. Dertil havde Markus fremført konceptet med messiashemmeligheden: Ifølge den forbød Jesus sine disciple at forkynde ham som Kristus før sin død. Således tyder også de ældste NT-kilder på Jesu virke fra begyndelsen som Guds åbenbaring, og de tilbyder ikke nogen mulighed for en psykologiserende biografi.
Med denne artikel var den liberale Jesu-liv-forskning kommet til et foreløbigt slutpunkt: Den historiske kritik indhentede sine egne forudsætninger.

#### Bruno Bauer, Albert Kalthoff og Arthur Drews
Bruno Bauer, Albert Kalthoff og Arthur Drews står for en radikal skepsis med hensyn til Jesu eksistens, der forekommer i Jesusforskningen. Privatdocenten Bruno Bauer 1809–1882 fra Bonn opstillede i de to artikler Kritik der evangelischen Geschichte der Synoptiker (1841/42, "Kritik af synoptikernes evangeliske historie") og Kritik der Evangelien (1850/51, "Kritik af evangelierne") som den første den tese, at Jesus slet ikke har eksisteret, men var et litterært produkt. Allerede det ældste evangelium, Markusevangeliet, konstruerede et livsforløb i stedet for at beskrive Jesus. Dermed greb han de hidtidige resultater fra kildekritikken, som viste, at ingen af forfatterne til Det Nye Testamente var interesserede i en historisk beretning, men fremstillede hans liv og død som Kristusforkyndelse for samtiden.
Privatdocent Albert Kalthoff (1850–1906) fra Bremen førte i sin bog Das Christusproblem. Grundlinien einer Sozialtheologie (1902, "Kristusproblemet, grundlinjer til en socialteologi") evangelierne tilbage til religiøse behov i en multikulturel social bevægelse, som havde lært messiasforventningen at kende og havde opfundet Jesus for at bekræfte denne forventning hos deres tilhængere.
Også filosofidocent Arthur Drews (1865–1935) fra Karlsruhe erklærede Jesus for personifikationen af en før-kristen myte (Die Christusmythe, 1909, "Kristusmyten"). Han sluttede det fra den siden David Friedrich Strauß gangbare erkendelse, at samtlige Jesu højhedstitler i NT stammede fra jødisk eller hellenistisk mytologi.
Denne litterære, socialpsykologiske og mytologiske tvivl om Jesu eksistens dukker op i hver generation. I en senere tid er den dukket op hos den tyske kirkekritiker Karlheinz Deschner (1924–2014) og hos den italienske historiker Luigi Cascioli (1934–2010). Disse erklærer, at det nytestamentlige budskab er en komplet kirkelig forfalskning eller en personifikation af datidens ønskeforestillinger om politisk magt (som den romerske kejser, der lod sig kalde "salvator" (frelser), eller Spartacus, der ville føre slaverne i frihed.
Skeptikerne peger på følgende forhold som argumenter for deres opfattelse:
- Tavsheden eller troværdigheden hos de samtidige historikere, som enten ikke nævner Jesus eller kun viderebringer rygter.

- Den manglende interesse hos Paulus i Jesu eksistens - sammenholdt med hans "mytiske" kristusbillede

- Talrige uløselige modsætninger mellem evangelierne, særlig mellem synoptikerne og Johannesevangeliet med en tendens til stadig stærkere gudeliggørelse af "Jesus".

- Den tidmæssige afstand mellem evangelierne og tildragelserne: de opstod 40 til 70 år efter Jesu død.

- Projektionen af påsketroen i fremstillingen af Jesu jordiske virke: Menighedsbehov har præget overleveringen af Jesus, således at der ikke lader sig udlede historiske detaljer.

- "Skriftbeviserne", der skulle fremstille Jesus som Messias efter Det Gamle Testamente.

- Utroværdigheden i beretningerne, der lader sig forklare som kopier af antikke og religionshistoriske paralleller.

- Forudindtagenhed hos flertallet af de kristne i Jesusforskningen. Deres tvivlsomme kriterier – især den påståede singularitet af Jesusoverleveringen i den antikke verden, og at de kanoniserede kilder skal have forrang for andre kilder – er utilstrækkelige og dementeres uafladeligt af nye skriftfund som Dødehavsrullerne fra Det Døde Hav.

De fleste af skeptikernes argumenter er afvist, så kun få forskere i dag stiller spørgsmålstegn ved Jesu eksistens. Troen på en historisk kerne i logiaoverleveringen er vokset ved fremskridtene i den udenom-kristne socialhistoriske og jødiske forskning. Den kendsgerning, at allerede de tidligst overleverede lag viser en eskatologisk forkyndelsesinteresse, bliver i dag set som en bekræftelse på den historiske Jesus´ eksistens.

#### Albert Schweitzer
Den berømte musiker, læge og teolog Albert Schweitzer (1875–1965) skrev i 1906 Geschichte der Leben-Jesu-Forschung: Von Reimarus zu Wrede ("Jesu-liv-forskningens historie. Fra Reimarus til Wrede") (2. stærkt udvidede udgave i 1913). I den viste han, at næsten alle "Jesu-liv"-udkast projicerede forfatternes egne etiske idealer ind i teksterne:
- Den oplyste forsker tænkte på Kants kategoriske imperativ, hvor Jesus skulle have været den store opfinder af "den gyldne regel".
- De forskere, der holdt af naturen som Frans af Assisi, så Jesus som alle menneskers og dyrs ven.
- Den patriotiske forsker i studenterklubben mente, at Jesus var helt i en national befrielseskamp. En lignende kritik repræsenterede allerede Matthias Claudius i 1802.

Schweitzer anerkendte kun Johannes Weiß' (Die Predigt Jesu vom Reiche Gottes, 1892, "Jesu prædiken om Guds Rige") som et gyldigt bidrag til den historiske forklaring af Jesu forkyndelse. Weiß havde vist, at Jesus forstod Guds rige som noget nært forestående, men som en fremtidig ende på verden i betydningen af en af Gud udført endelig dom, og ikke som Guds inderlige nærvær, som de liberale teologer tænkte sig det. (”... und nicht als innerseelische Gottesgegenwart, wie es die liberalen Theologen sich dachten.”) Schweitzer greb dette arbejde og betonede, at den jødiske apokalyptik med dens forventning om Dommedag modsagde enhver forestilling om et verdensbevidst fremskridt. I denne forventning så han den samme ramme for forkyndelsen hos Jesus, urmenigheden i Jerusalem og Paulus. (”Er sah in ihr den gemeinsamen Rahmen der Verkündigung Jesu, der Jerusalemer Urgemeinde und des Paulus von Tarsus.”)
Schweitzers arbejde er et vidtgående opgør med den liberale teologis Jesu-liv-forskning. Den optimistiske tillid til, at det lod sig gøre at rekonstruere "Jesu personlighed" og hans biografiske udvikling havde vist sig at være uholdbare projektioner af forfatternes idealer ind i Det Nye Testamente. Dermed var spørgsmålet om en historisk Jesus, der kunne afvige fra et bibelsk og kirkeligt Kristusbillede, igen helt åbent.

### Anden fase: kerygma-teologi og afmytologisering
I begyndelen af det tyvende århundrede blev den historisk-kritiske metode afgørende differentieret og udbygget: Ved siden af den indtil da fremherskende kildesondring med litterærkritikken fremtrådte nu formkritikken, som spørger om en enkeltteksts form (genre) og dens brug for tilhørere og læsere („Sitz im Leben“).
I 1919 kom den dialektiske teologi: Den konfronterede historismen og den antropocentristiske relativisme hos den liberale teologi med den ikke til rådighed værende overtidslige, men i samtidens kulturkrise aktuelle sandhedsfordring i Guds ord. Ud af den historisk-kritisk indvundne erkendelse, at netop de ældste overleveringslag i Det Nye Testamente helt igennem var formet med forkyndelseshensigter, drog bl.a. teologer som Karl Barth, Emil Brunner og Eduard Thurneysen den slutning, at søgningen efter den historiske Jesus forfejlede teksternes egne hensigter og ikke kunne begrunde Kristusbudskabet.
Efter 1945 prægede Rudolf Bultmanns program for "afmytologisering" den nytestamentlige videnskab: Han fandt ikke evangeliets fordring i videreformidlingen af mytiske dogmer, som ikke længere talte til mennesker, der var præget af et naturvidenskabeligt verdensbillede. I stedet opfattede han evangeliets fordring som et kald til mennesket om at afgøre sig for en radikalt ny forståelse af sin eksistens "ud fra Gud".
Efter ca. 1960 stillede Bultmanns elever det fornyede spørgsmål om den historiske Jesus for at finde et kriterium for Kristus-kerygmaet. Parallelt hermed repræsenterede nytestamenteforskere som Martin Kähler, Joachim Jeremias, Julius Schniewind og Leonhard Goppelt en konservativ holdning, der ville give det bibelske Jesusbillede eller Jesu egenforkyndelse gyldighed.

#### Karl Ludwig Schmidt og Martin Dibelius
De to nytestamentlige forskere Karl Ludwig Schmidt (1891–1956) og Martin Dibelius (1883–1947) lagde i 1919 grunden til den formhistoriske metode, der redegør for en tekstenheds form, genre og egenhensigt. Hermann Gunkel havde allerede indført metoden for pentateuken. Den afløste nu den litterærkritiske metode.
Ingen ledte længere efter tilforladelige kilder, ud fra hvilke man mente at kunne slutte sig til Jesu egenforkyndelse. Derimod erkendte man, at også disse formodentlige kilder var sammensat af mange små "enkeltperikoper", der allerede var forfattet og sammenstillet med teologiske hensigter til bestemte formål. Derfor blev der nu primært spurgt om deres Sitz im Leben – den anledning og det sted, hvor en sådan tekst var blevet anvendt.
Schmidt bekræftede med sin artikel Die Rahmen der Geschichte Jesu ("Rammerne for Jesu historie") Wredes tese: at antagelsen af en kronologi og topografi for begivenhederne i Markusevangeliet ikke er holdbar. Endvidere skulle teksterne først – som i Johannesevangeliet – være bragt i rækkefølge af evangelisterne selv for at konstruere et forløb. Det fjernede grunden for alle Jesus-biografier, som byggede på en "udvikling af personligheden" hos Jesus.
Videre metodiske spørgsmål for den nytestamentlige forskning fandtes i redaktionshistorien, som spørger om synspunkter og hensigter i komposition eller tilrettelæggelse af evangelierne. Evangelisterne fremtrådte dermed igen stærkere som forfattere end blot som redaktører af givne kilder. Schmidt så for eksempel, at evangelisten Mattæus satte "messiasord" (lære, toraudlægning, Matt. 5-7), "den virksomme eller handlende messias" (Matt. 8-12) samt yderligere store taler i rækkefølge og derudfra komponerede lignelserne (Matt.13), som repræsenterede hans egen forkyndelse og problemerne hos læserne.
Dibelius skrev kort efter artiklen Die Formgeschichte des Evangeliums ("Evangeliets formhistorie"), som forankrede målet med genren "evangelium" i den urkristne menighedsinstruktion eller undervisning.

#### Joachim Jeremias
Joachim Jeremias (1900–1979) boede fra 1910 til 1915 i Jerusalem og studerede teologi og orientalske sprog. Han blev i 1928 direktør for instuttet for judaistik i Berlin. Han regnes for at være en af de bedste kendere af Palæstina på Jesu tid, og han søgte at forbinde arkæologiske, geografiske, politisk-økonomiske og nytestamentlige studier.
Hans hovedinteresse var rekonstruktionen af Jesu historiske forkyndelse på baggrund af den samtidige jødedom. Han beherskede mange af datidens sprog og førte ægthedskriteriet ind i den nytestamentlige forskning: Et Jesuord kan kun gælde for at være ægte, hvis det lod sig oversætte fra græsk til hebræisk og derfra lod sig oversætte tilbage til aramæisk.
Hans hovedværker „Jerusalem zur Zeit Jesu“ (1923), „Die Abendmahlsworte Jesu“ (1935), „Die Gleichnisse Jesu“ (1947), „Die Bergpredigt“ (1959), „Das Vaterunser“ (1962), „Der Opfertod Jesu Christi“ (1963), „Abba“ (artikler 1966) og „Neutestamentliche Theologie . 1. Teil: Die Verkündigung Jesu“ (1970) blev oversat til mange sprog og opnåede økumenisk betydning og gælder stadig som historiske standardværker.

#### Rudolf Bultmann
Rudolf Bultmann (1884–1976) studerede teologi i Marburg hos Wilhelm Herrmann, Johannes Weiss og Wilhelm Heitmüller og er repræsentant for den religionshistoriske skole, der interesserede sig stærkt for den bibelske omverden. Han var professor i Breslau (1916–1920), Gießen (1920–1921) og Marburg (1921–1951).
Bultmann hørte fra 1922 til de "dialektiske teologer", der siden 1918 havde vendt sig mod den liberale teologi. I Marburg blev han bekendt med Martin Heidegger og fandt i dennes eksistensfilosofi muligheden for at tænke Gud som noget "den helt anderledes", og dog i relation til mennesket. Derved kunne den nytestamentlge forkyndelse fortolkes eksistentielt.
Han gennemførte den formhistoriske metode for alle tekster i evangelierne i sit standardværk Geschichte der synoptischen Tradition ("Den synoptiske traditions historie") og knyttede de mange forskellige tekstperikoper til bestemte litterære genrer. På den måde kunne han erklære en stor del af Jesu forkyndelse for menighedsdannelse efter påske.
I sin Theologie des Neuen Testaments ("Teologien i Det Nye Testamente") placerede han Jesus helt inden for jødedommen og erklærede ham for hørende til forudsætningerne for det kristne "kerygma" (kernebudskab), ikke til dens tema. Han lod altså først den egentlige teologi begynde med urmenigheden og Paulus – i modsætning til Joachim Jeremias. Han betonede, at Paulus og forfatteren til Johannesevangeliet ikke havde været interesseret i den jordiske Jesus og i dennes udsagn om mennesket, Gud og verden. De var kun interesseret i – og lagde kun vægt på - at Jesus var kommet, ikke hvem han var, og hvad han havde sagt og gjort.
I 1941 skrev Bultmann artiklen Neues Testament und Mythologie ("Det Nye Testamente og mytologien"), hvori han fremlagde sit program for afmytologisering. I artiklen erklærede han, at frelseshandlingernes mytologiske form ikke længere sagde det moderne menneske noget, men skjulte evangeliets egentlige anliggende, nemlig et kald til afgørelse for en selvforståelse ud fra Gud. Hvis man opfattede budskabet i Det Nye Testamente eksistentielt, så lod teksterne sig "afmytologisere" og forkynde videre som en opfordring til tro som en radikalt ny selvforståelse.
Afmytologiseringsprogrammet blev efter 1945 internationalt kendt. Som del af samlingen Kerygma und Mythos ("Kerygma og myte", 1948) udløste Bultmanns program for afmytologisering en heftig og varig debat.

#### Ernst Käsemann
Ernst Käsemann (1906–1998) promoveredes i 1931 hos Bultmann i Marburg og anses for at være dennes mest profilerede elev. Som professor i Det Nye Testamente ved Georg-August-universitetet i Göttingen skrev han i 1954 artiklen Das Problem des historischen Jesus ("Problemet med den historiske Jesus"). I artiklen begrundede han de nye spørgsmål om den historiske Jesus ud fra Kristusbudskabet i urkirken: Da dette budskab modsat den parallelle gnosticisme forholdt sig til Jesus som et menneske og forudsatte, at dette menneske var Guds Søn, var evangelierne opstået som en fremstilling af Jesu jordiske virksomhed. Det var derfor muligt at tilbageføre Kristustroen til historien om den jordiske Jesus. Derved kunne Kristustroen beskyttes mod mytisering.
Käsemann mente – modsat sin lærer Bultmann – at have sikker viden om Jesu liv og budskab og var på dette punkt på linje med den liberale Jesu-liv-forskning siden Ferdinand Christian Baur. Til forskel fra litterærkritikken søgte han dog ikke efter ældre kilder, men mod et uangribeligt minimum af ægte Jesusord. For at fastslå dem, anlagde han et dobbelt differenskriterium på den synoptiske tradition: "Ægte" er et Jesuord, hvis det hverken lader sig forklare ud fra de jødiske omgivelser eller ud fra urkristendommens liv og lære (uafledelighedskriteriet). Desuden er et Jesusord ægte, hvis det stemmer overens med med andre Jesusord, som er bevist at være ægte på samme måde. Disse kriterier er i vid udstrækning blevet brugt i Jesusforskningen og har længe været en dominerende arbejdsmetode.
Derved betonede Käsemann, at de urkristnes tro ikke var afhængig af, om Jesus havde forstået sig selv som Messias. De højhedstitler, som man tillagde ham, var snarere en reaktion på hans fordring i hans budskab om Guds rige. I denne fordring så Käsemann Jesu ubetingede kald til afgørelse for den generation, han tilhørte ("vend om") og i hans radikale lovkritik, der skulle forstås som et "råb om frihed", et råb om at træde ud af den jødiske tradition og stille sig umiddelbart foran Gud.
Derudover så Käsemann den jødiske apokalyptik, som han indordnede Jesu budskab i, som det væsentligste i den paulinske retfærdighedslære, og som "Det Nye Testamentes Moder". Dermed var han en af de sidste nytestamentlige forskere, der kunne præsentere en samlet historisk-teologisk teori.

#### Willi Marxsen
Willi Marxsen (1919–1993) studerede teologi ved universitetet i Kiel, hvor han i 1954 udfærdigede et meget påagtet arbejde om Markusevangeliets redaktionshistorie. Dermed førte han dette nye begreb ind i den tysksprogede og internationeale eksegese. Han erklærede forestillingen om en "messiashemmelighed" for at være evangelieforfatternes (redaktørernes) indarbejdning, som på denne måde sammenknyttede og tydede ældre stof.
Som professor i Det Nye Testamente på det westfalske universitet i Münster skelnede Marxsen ikke - som Bultmann - mellem troen hos menneskene på Jesu tid – opstået ved hans virken og forkyndelse – og Kristusforkyndelsen (kerygmaet) efter påskebegivenhederne. Mellem de to så han en indholdsmæssig kontinuitet som han udtrykte med sætningen: Jesu sag går videre.
Derved betonede han, at heller ikke teksterne fra før påske repræsenterede den historiske Jesus, men derimod den forkynder af Gudsriget, som menigheden troede på. Man stødte hele tiden på tidlige trosvidnesbyrd fra mennesker.
Marxsen analyserede også opstandelsesteksterne og udlagde dem i afmytologiseret form: Det udsagn, at Jesus fysisk skulle være opstået, var en tydning fra vidnerne, som havde reageret på "synet" og derved havde overtaget udbredte apokalyptiske dommedagsforestillinger. Påsken havde for dem bekræftet Jesu budskab på en sådan måde, at den tro, der var blevet skuffet ved korset, nu på ny var blevet vakt. På grund af denne udlægning blev Marxsen udsat for angreb fra konservative teologer, men han prægede alligevel mange præster og nytestamentlige forskere.

### Tredje fase: socialhistorisk forskning og Jesus som jøde
Den "tredje jagt" på den historiske Jesus (efter ca. 1970) har et bredere spektrum end de to foregående. Også her bliver der forsøgt at forklare Jesu optræden ud fra en konsekvent historisk synsvinkel. Men der fokuseres tillige på den overordnede historiske kontekst på hans tid. Den tredje fase er kendetegnet ved en tværfaglig og transnational pluralisme af metoder: Ud over traditionelle historisk-kritiske litteraturanalyser indgår metoder fra arkæologi, socialhistorie, kulturantropologi, orientalske studier og jødiske studier meget stærkere end tidligere. Tidlige kristne apokryfe skrifter vurderes også som mulige primære kilder. Forskningen centrum er flyttet fra Centraleuropa til USA.
Nogle af disse nytestamentlige forskere anser knap evangelierne for at være tilforladelige kilder, mens andre gør. Også indordningen af Jesus er meget forskellig: Han bliver både beskrevet som kyniker, jødisk reformator, politisk revolutionær, exorcist og undergører. Et fællestræk for den tredje fase er dog den opfattelse, at den historiske Jesus var jøde i religiøs forstand, at han forblev jøde, og at han ikke havde til hensigt at bryde med jødedommen, men kun at reformere den..

#### Gerd Theissen, Luise Schottroff, Wolfgang Stegemann
Gerd Theissen, Luise Schottroff og Wolfgang Stegemann står for den i Tyskland efter 1970 forstærkede opmærksomhed på den økonomiske, sociale og politiske situation, som Jesus-bevægelsen befandt sig i. Theissen fremlagde i sin Soziologie der Jesusbewegung (1977) tesen om "vandrerkarismatikerne", som ikke blot omfattede disciplene, men også andre rodløse og af elendighed truede grupper i det daværende Palæstina. Vandrerkarismatikerne havde den holdning, at hjemløshed, afstand til familien, ikke-vold og besiddelsesløshed var efterstræbelsesværdige værdier. Theissen forklarede logiakildens tidlige overlevering ud fra denne livssituation.
Begrebet „Jesus-bevægelsen“ blev udbredt af Gerd Theissen og har givet anledning til en varig diskussion. Theissen forstod ved Jesus-bevægelsen en ”af Jesus fremkaldt indrejødisk fornyelsesbevægelse i det syrisk-palæstinensiske område ca. 30–70 e.Kr.“
Schottroff og Stegemann har i bogen Jesus von Nazareth – Hoffnung der Armen ("Jesus fra Nazaret – de fattiges håb") foretaget yderligere differentieringer. Mens Jesus og hans følge havde hørt til de fattige, var menighederne i det første århundrede allerede sammensat af fattige og "middelstandsrige". I det lukanske dobbeltværk (Lukasevangeliet og Apostlenes Gerninger) er det synligt, at Jesu besiddelsesløshed blev omformet til en fordring om afståelse af ejendom og til fælleseje blandt de kristne. Derved var der også sket en indflydelse fra hellenistiske fattigdomsidealer.
Også religionssociologen Hans G. Kippenberg har med sin bog Religion und Klassengesellschaft im antiken Judäa (1982, "Religion og klassekamp i antikkens Judæa") tilvejebragt afgørende information om Jesusbevægelsens sociologiske indpasning.

#### Jesus-seminaret
Jesus-seminaret blev dannet i 1985 som en del af Westar-instituttet i Californien af de amerikanske orientalister Robert W. Funk og John Dominic Crossan. Det koncentrerer sig om at oplede autentisk Jesusmateriale, dvs. Jesu ord, gerninger samt begivenheder vedrørende ham. Desuden vil det sammenføre den internationale forskning i den historiske Jesus og fremme vidensudveksling mellem Jesusforskere. Således vil seminaret efterse de historiske kendsgerninger og adskille dem fra rygter og spekulationer. Derved koncentrerer det sig om tiden fra Jesu fremtræden (ca. 28) til begyndelsen af den nytestamentlige kanondannelse (o. 200).
Jesus-seminaret har opstillet nogle meget specifikke kriterier: Ord af Jesus bliver for eksempel kun anset for at være ægte, hvis de drejer sig om et udsagn eller en lignelse; dialoger eller længere taler udelukkes. Ligeledes bliver udsagn af Jesus kun vurderet som ægte, hvis de hverken forekommer i en jødisk eller en førkristelig sammenhæng. Thomasevangeliet anses - i lighed med logiakilden – for at være ældre end de synoptiske evangelier og anses for at være en autentisk kilde til Jesusord.
Disse kriterier vinder sjældent tilslutning i den øvrige historisk-teologiske forskning. De fleste tyske teologer deltager ikke i Jesus-seminaret og føler sig ikke repræsenteret.
Med ca. et halvt års mellemrum afholder Jesus-seminaret møder, hvor forskningsresultater udveksles og diskuteres. Ethvert stridspunkt bliver sat til afstemning ved slutningen af en debat for at afprøve, hvor meget historisk evidens forskerne tilmåler forskellige bibelvers. Hvert medlem kan klassificere et vers som sikkert, sandsynligt, usandsynligt eller bestemt ikke virkeligt/historisk. Flertallet af stemmerne afgør, hvad seminaret accepterer som en verificerbar database om Jesus. På denne måde repræsenterer de regelmæssige seminarrapporter en afgørelse fra alle deltagere, og er ikke kun enkeltstående meninger.
Debatterne bliver nedfældet og udbredt via medierne, bl.a. internettet, og bliver på den måde gjort alment tilgængelige. De første resultater blev offentliggjort i 1993 i bogen De fem evangelier. Her blev forskellige Jesus-ord markeret ved farver. De ord, der blev erklæret for ægte Jesus-ord, blev markeret ved rød, de Jesuslignende ord blev markeret ved lyserød, de usikre ved grå, og de uægte ved sort. Omkring 18 procent af alle Jesusord, der er overleveret i de fem evangelier (de fire kanoniske evangelier (Matthæusevangeliet, Markusevangeliet, Lukasevangeliet og Johannesevangeliet) og Thomasevangeliet) blev erklæret for ægte. 

#### Ed Parish Sanders
De vigtigste værker af Ed Parish Sanders (f. 1937) om Jesus er Jesus and Judaism (1986) og The Historical Figure of Jesus (1996).
Sanders er snarere historiker end teolog og koncentrerer sig om de historiske kendsgerninger vedrørende Jesu liv, mens læren skydes til side. Han går ud fra nogle historiske kendsgerninger som han mener næppe kan bestrides:
- Jesus blev døbt af Johannes Døber.
- Han var en galilæer der prædikede og helbredte.
- Han kaldte disciple, og han udvalgte tolv.
- Han indskrænkede sine aktiviteter til Israel.
- Han var involveret i en konflikt med templet.
- Han fejrede et sidste måltid, hvor han forbandt brødet og vinen med sin forestående død.
- Han blev korsfæstet uden for Jerusalem af den romerske besættelsesmagt.
- Efter hans død var hans disciple en identificerbar bevægelse.
- Der var i det mindste dele af jødedommen, der forfulgte i det mindste dele af den nye bevægelse, og denne forfølgelse varede indtil slutningen af Paulus´ virksomhed i 60'erne.

Sanders omgås meget kritisk med de historiske belæg og afstår fra spekulationer. Det, der kendetegner ham, er et dybt kendskab til ikke-bibelsk, jødisk litteratur. Derudfra søger han at imødegå stereotype karikaturer om Jesu jødiske modstandere.

#### Nicholas Thomas Wright
Nicholas Thomas Wrights (f. 1949) hovedbidrag til Jesu-liv-forskningen er trebindsværket fra 2008 Christian Origins and the Question of God ("Kristendommens oprindelse og spørgsmålet om Gud").
- I det første bind The New Testament and the People of God ("Det Nye Testamente og Guds folk") beskriver han udførligt sin metode. Derefter behandler han hellenismen, derpå jødedommen og til sidst kristendommen i det første århundrede.
- Det andet bind Jesus and the Victory of God ("Jesus og Guds sejr") giver et udførligt overblik over Jesu-liv-forskningen og beskriver Jesu liv og lære, idet han går ud fra, at Jesus var en typisk jødisk profet.
- Det tredje bind havde titlen The Resurrection of the Son of God ("Guds søns opstandelse"). Wright undersøger her forestillingerne om "det hinsidige" og "opstandelse" før, under og efter Det Nye Testamente.

Wright har en meget bred historisk tilgang, der ud over Det Nye Testamente som primærkilder også inddrager græsk filosofi, tekster fra Qumran og Nag Hammadi samt kommentarer fra Talmud til Det Nye Testamente. Han opsøger i de fortællende tekster de forskellige historiske personers og gruppers verdensanskuelser.
Metodisk går han en mellemvej mellem historisk positivisme og postmoderne dekonstruktionisme. Denne mellemvej kalder han kritisk realisme. Han ser ingen modsætning mellem historie og teologi, men går ud fra, at de to gensidigt betinger hinanden. Samtidig udfordrer han såvel konservative som moderne teologiske hypoteser. Han opstiller selvstændige hypoteser, der forstyrrer yndlingsforestillinger i begge lejre.
Derfor forårsagede dette værk kontroverser og blev stærkt kritiseret af teologer fra begge sider. I 2005 diskuterede Wright således offentligt med John Dominic Crossan om opstandelsen.

#### William Lane Craig
William Lane Craig (f. 1949) indtager et standpunkt, der er modsat Jesus-seminaret, hvis forudsætninger og metoder han skarpt kritiserer. Som religionsfilosof går han ud fra et teistisk verdenssyn og anser evangelieberetnngerne for at være tilforladelige kilder. Vedrørende den historiske Jesus gælder hans særlige opmærksomhed den tomme grav og opstandelsen, for hvis historicitet han anfører såvel interne som eksterne argumenter.

## Spekulative Jesushypoteser
De urkristne tekster ville forkynde Jesus som Kristus (Markusevangeliet, 1,1 og Johannesevangeliet 20,31). Deres primære mål var ikke at videregive eksakte biografiske kendsgerninger. Denne kendsgerning har, siden forskningen i Det Nye Testamente begyndte, givet anledning til mange forskellige formodninger. Disse kan ofte tage udgangspunkt i enkelte Bibelsteder og antydninger, og de kan forsøge at udfylde informationshuller i kildeteksterne med andenhåndsviden. På den måde ender de ofte med spekulative teorier om Jesus og andre figurer i Det Nye Testamente.
Hypoteser af denne art kan være:
- Jesus døde ikke på korset: Denne opfattelse havde allerede grupper, der regnes for gnostiske, og som opstod nærmest parallelt med urkristendommen. Disse grupper havde en lære om frelserens skinliv og skindød. De mente ikke, at det sande guddommelige væsen kunne berøres af inkarnation, materie, lidelse og dødelighed. Denne lære har også påvirket den opkommende Islam, for så vidt som der i Koranen læres, at ikke Jesus, men en anden, som man antog for at være Jesus, var blevet korsfæstet.

- Jesus levede og døde i Indien/Tibet: Dette mente først rejsebogsforfattere fra 1800-tallet som franskmanden Louis Jacolliot og russeren Nikolaj Notowitsch, dernæst også grundlæggeren af den islamiske Ahmadiyyabevægelse, Mirza Ghulam Ahmad, der identificerede sig med den genfødte Mahdi (messias). Ham fulgte forfattere som Mathilde Ludendorff, Kurt Berna, Siegfried Obermeier, Erich von Däniken, Elmar R. Gruber og Holger Kersten.

- Jesus omtales i Dødehavsrullerne, og derfor holder Vatikanet disse under lås og slå eller manipulerer med deres offentliggørelse. Denne konspirationsteori opstillede Michael Baigent og Richard Leigh i 1991 i The Dead Sea Scrolls Deception ("Bedrageriet med Dødehavsrullerne")

- Jesus er den fiktive - fra Gallien til Galilæa transformerede - kopi af Julius Caesars liv. Dette har tysk-amerikaneren Francesco Carotta ment siden 1999.

- Jesus havde en kone og havde efterkommere: Denne tese populariserede den amerikanske forfatter Dan Brown i 2003 i form af en kriminalroman The Da Vinci Code, ("Da Vinci Mysteriet") der blev filmatiseret med titlen The Da Vinci Code (da. "Da Vinci Mysteriet")

Nogle af disse hypoteser er blevet offentliggjort under stor mediebevågenhed, og bøgerne har haft store salgstal. De diskuteres imidlertid sjældent eller aldrig inden for seriøs historisk-kritisk nytestamentlig forskning, da holdepunkterne i kildeteksterne anses for at være svage, og da tilhængernes metoder anses for at være uvidenskabelige.